# Île Meighen
Lîle Meighen est une île inhabitée des îles de la Reine-Élisabeth dans l'archipel arctique canadien dans la région de Qikiqtaaluk au Nunavut au Canada. 

## Histoire
Elle a peut-être été aperçue en mai-juin 1908 par Frederick Cook qui alors l'aurait confondue avec la mythique terre de Bradley  mais est officiellement découverte en 1916 par Vilhjalmur Stefansson.
Elle porte le nom du premier ministre canadien Arthur Meighen.

## Annexe